# Synsphyronus mimulus
Espèce
Synonymes
- Synsphyronus grayi Beier, 1975

Synsphyronus mimulus est une espèce de pseudoscorpions de la famille des Garypidae.

## Distribution
Cette espèce est endémique d'Australie. Elle se rencontre dans le Sud-Est de l'Australie-Occidentale, dans le Sud de l'Australie-Méridionale, dans le Sud du Territoire du Nord, dans le Sud du Queensland, dans l'Ouest de la Nouvelle-Galles du Sud et au Victoria.

## Description
Les mâles mesurent de 2,2 à 2,9 mm et les femelles de 2,5 à 3,6 mm.

## Publication originale
- Chamberlin, 1943 : The taxonomy of the false scorpion genus Synsphyronus with remarks of the sporadic loss of stability in generally constant morphological characters (Arachnida: Chelonethida). Annals of the Entomological Society of America, vol. 36, p. 486-500.